# SRTダークレッドライン
SRTダークレッドライン（タイ語: รถไฟฟ้าชานเมืองสายสีแดงเข้ม、英語: SRT Dark Red Line、濃赤線とも）は、タイ王国首都バンコクの中心部と、その北部にあるパトゥムターニー県を結ぶ鉄道路線である。相次ぐ計画修正などで予定より遅れたものの、2021年11月29日に正式開業した。
正式な路線名はターニーラッタヤー線（สายธานีรัถยา）。

## 概要
当線は旧態化著しいバンコク首都圏の鉄道網を近代的に更新する計画『都市鉄道マスタープラン』(英語: Mass Rapid Transit Master Plan in Bangkok)に基づき、ライトレッドラインと合わせ通称レッドラインを構成する。タイ国鉄（SRT）が施設を保有し、タイ国鉄傘下の別組織SRTエレクトリファイドトレイン（SRTET）が運営にあたっており、この体制は開業当時のエアポート・レール・リンクと同様である。前述のように、レッドラインはおおまかに南北方向に延びる当ダークレッドライン、東西方向に延びるライトレッドラインに分かれ、十字状に交差接続する。計画すべてが開通すると全長約140 km に及ぶ複線電化路線網が完成することになる。
軌間1000 mm の狭軌、いわゆるメーターゲージで全線電化。
国際入札の結果、日本企業を母体とする共同事業体MHSC(英語: MHSC Mitsubishi Hitachi Sumitomo Consortium)が信号・電気設備や車両製造など、
土木建築以外を担当、車両製造を日立製作所が担当している(後述)。

### 背景
タイ国鉄はバンコク中心部のフワランポーン駅を（事実上の）起点として北、東北、東、そして南に延びる本線を保有している。これらの長距離列車は全て同駅発着となっていたが、いずれの本線も非電化の単線であるが故に、各地での運行遅延が波及することが日常的であった。加えて、地上を走行する鉄道と一般道路の交差部は十分に立体交差化されておらず、21世紀初頭に至るも多数の踏切が引き起こす交通渋滞は解決せず、双方に深刻な悪影響を及ぼした。
1970年代にはすでに公共交通網見直しの動きはあったが、1994年9月に最初のマスタープランとなるMTMP(英語: Mass Transit Master Plan)が内閣承認を受けたことで具体化した。1990年代初頭に着工し後に頓挫した高架鉄道整備事業（ホープウェル計画の名で知られる）を一部に取り込んだバーンスー - マハーチャイ（当線相当）およびスワンナプーム空港 - タリンチャン間（エアポート・レール・リンク、ライトレッドラインに相当）からなるレッドライン整備計画が正式に政府承認を得た。
このマスタープランを受けてバンコク・メトロ(MRT)やバンコク・スカイトレイン(BTS)が開業に至った一方で、タイ国鉄が保有する路線の整備事業については、前述のホープウェル計画のように浮上しては白紙に戻ることが繰り返された。
2010年になり、冒頭に述べた都市鉄道マスタープランが政府により作成され鉄道整備事業の指針となっており、レッドラインも既存のマスタープランから引き継がれた形で盛り込まれている。

### 路線計画
マスタープランにおける計画では当線は７つの区間に分かれ、これまでに第1～3区については政府が建設を承認した。北から順に、
| 工区  | 区間                                            | 距離     | 現状                     | 今後の予定           |
| ----- | ----------------------------------------------- | -------- | ------------------------ | -------------------- |
| 第2区 | タマサート大学ランシットキャンパス - ランシット | 8.75 km  | 2019年政府承認済         | 2025年以降開業見込み |
| 第1区 | ランシット - クルンテープ・アピワット中央駅     | 22.48 km | 営業中                   | 営業中               |
| 第3区 | クルンテープ・アピワット中央 - フワランポーン   | 6.05 km  | 2016年7月26日 政府承認済 | 2027年以降開業見込み |
| 第4区 | フワランポーン - バーンボーン                   | 13.18 km | 計画                     | 計画                 |
| 第5区 | バーンボーン - マハーチャイ                     | 約 21 km | 計画                     | 計画                 |
| 第6区 | マハーチャイ - メークローン                     | 約 24 km | 構想段階                 | 構想段階             |
| 第7区 | メークローン - パークトー                       | 約 22 km | 構想段階                 | 構想段階             |

となっており、第1～3区が現・タイ国鉄 北本線に、第4～5区が概ね同マハーチャイ線に、第6～7区が概ね同メークローン線に相当する。
加えて、タマサート大学から北方のバーンパーチー駅に至る約 50 kmの延伸構想が存在する。
第1区の整備事業はさらに3つのセクションに分かれ、それぞれ2016年に実施された国際入札で事業者が決定した。
- 契約1 : バーンスー新駅および隣接の車両メンテナンスセンター建設、ならびにエリア内ホープウェル計画廃墟の撤去など : (S.U. Join Ventures)
- 契約2 : バーンスー - ランシット間の高架橋・駅施設の建設 、ならびにエリア内ホープウェル計画廃墟の改修あるいは撤去 : (Italian - Thai Development)
- 契約3 : 電気・信号施設工事、通信システム整備、車両調達など : MHSC (三菱重工業、日立製作所、住友商事 による共同事業体 ) [注釈 7]
- その他、付随的な契約として、鉄道敷地内の不法居留者に対する退去交渉の委託、各種コンサルティングなど。

比較的早期の完成が見込まれる郊外の第2区に対し、都心部の第3区は地下区間やライトレッドライン接続部を含み、さらにエアポート・レール・リンク延伸事業と共に進められるため、工期が長めに見積もられている。

## 歴史
- 2007年 5月22日 - 内閣、レッドライン基本整備計画を承認[注釈 8]。
- 2010年
  - (時期不明) -  バーンスー（当時） - ランシット間の建設が承認される
  - 8月～11月 施工業者入札実施[13]。
- 2013年
  - 3月 - バーンスー駅改良工事着工
  - 5月 - バーンスー - ランシット間が着工する
- 2014年 6月 - 当初案の三線式を複々線に計画変更。従来の設計案がキャンセルとなる[注釈 9]。
- 2016年
  - 7月26日 - バーンスー - フアランポーン間の建設が承認される
  - (時期不明) - 修正後の計画に基づき施工業者が再決定される
- 2019年
  - 2月26日 - タマサート大学[注釈 10] - ランシット間の建設が承認される[注釈 11]
  - 9月25日 - 新型電車の第一ロット 1000系(6両編成)、2000系(ライトレッドライン向け4両編成)の計10両が出荷開始[15]。
  - 10月12日 - 新型車両、レムチャバン港にて陸揚げ[16]。
- 2021年
  - 3月26日 - バーンスー - ランシット間にて政府関係者を乗せ試運転[17]、
  - 8月2日 - 無料運行開始[2]。
  - 11月29日 - バーンスー - ランシット間、正式開業[1]。
- 2022年 9月 - 国王ラーマ10世の命名による正式名称が報じられる[6]。

## 運行形態
路線自体は複々線で建設されており容量に余裕があるが、開業時点では全ての列車が新型電車による各駅停車として運転されている。
- 2021年12月23日より、北本線、東北本線の長距離列車が基本的に当線経由、バーンスー駅始発・終着となる見込みであったが[18][19]、2023年1月に延期された。
- バーンスー駅、ランシット駅における初電は朝5時30分発、終電は夜0時00分発。
- 通常は20分間隔、朝夕のラッシュ時は最短12分間隔で運転される。
- ダイヤに平日・休日の区別はなく、69往復が設定されている。
- 開業時点においてCOVID-19蔓延対策による移動制限が講じられており、今後の状況によって増減便されうることを公表している。
- 将来的に急行運転も計画されている。

## 車両
日立製作所笠戸事業所のA-trainを採用した1000系電車6両15編成の計90両を発注しており、2019年9月に第一ロットの2編成が笠戸工場より発送された。2020年9月時点で第13編成まで納入済、同年10月に残り2編成の受領をもって全数納入完了予定と報じられた。
車両長は20,000mm、車幅は2,860mm、車高は3,700mm。

## 路線
同一の駅名でも北本線の既存駅と新駅がやや離れている場合がある。
たとえば、現・ドンムアン駅はフワランポーン駅起点で22.21 kmであるため、水平距離で約700 m離れていることになる。
| 工区     | 駅番号                  | 駅名                           | 英語駅名                     | タイ語駅名                 | フワランポーン駅 からの距離                                                       | 備考 | 所在地             |
| -------- | ----------------------- | ------------------------------ | ---------------------------- | -------------------------- | --------------------------------------------------------------------------------- | --- | ------------------ |
|          |                         |                                |                              |                            |                                                                                   | |                    |
| 2 (承認) | RN14                    | タマサート大学駅               | Thammasat University         | มหาวิทยาลัยธรรมศาสตร์ ศูนย์รังสิต |                                                                                   | | パトゥムターニー県 |
| 2 (承認) | RN13                    | チアンラック駅                 | Chiang Rak                   | เชียงราก                    |                                                                                   | | パトゥムターニー県 |
| 2 (承認) | RN12                    | バンコク大学駅                 | Bangkok University           | มหาวิทยาลัยกรุงเทพ            |                                                                                   | | パトゥムターニー県 |
| 2 (承認) | RN11                    | クローンヌーン駅               | Khlong Nueng                 | คลองหนึ่ง                    |                                                                                   | | パトゥムターニー県 |
| 1 営業中 | 現・北本線 との接続地点 | 現・北本線 との接続地点        | 現・北本線 との接続地点      | 現・北本線 との接続地点    | 32.350                                                                            | | パトゥムターニー県 |
| 1 営業中 | RN10                    | ランシット駅                   | Rangsit                      | รังสิต                       | 30.347                                                                            | ■タイ国鉄（北本線） | パトゥムターニー県 |
| 1 営業中 | RN09                    | ラックホック駅                 | Lak Hok (Rangsit University) | หลักหก (มหาวิทยาลัยรังสิต)      | 27.477                                                                            | 別名：ランシット大学駅 | パトゥムターニー県 |
| 1 営業中 | RN08                    | ドンムアン駅                   | Don Mueang                   | ดอนเมือง                    | 21.525                                                                            | ドンムアン空港最寄駅 エアポート・レール・リンク延伸部（計画）                                                                   | ドーンムアン区     |
| 1 営業中 | RN07                    | カンケーハ駅                   | Kan Kheha                    | การเคหะ                    | 19.500                                                                            | | ドーンムアン区     |
| 1 営業中 | RN06                    | ラックシー駅                   | Lak Si                       | หลักสี่                       | 17.943                                                                            | ■ピンクライン(PK14)（建設中）                                                                                                   | ラックシー区       |
| 1 営業中 | RN05                    | トゥンソンホン駅               | Thung Song Hong              | ทุ่งสองห้อง                   | 14.750                                                                            | | ラックシー区       |
| 1 営業中 | RN04                    | バーンケン駅                   | Bang Khen                    | บางเขน                     | 13.281                                                                            | ■ブラウンライン（英語版）(B7)（計画中）                                                                                         | チャトゥチャック区 |
| 1 営業中 | RN03                    | ワット・サミアンナーリー駅     | Wat Samian Nari              | วัดเสมียนนารี                 | 12.340                                                                            | | チャトゥチャック区 |
| 1 営業中 | RN02                    | チャトゥチャック駅             | Chatuchak                    | จตุจักร                      | 10.275                                                                            | 北バスターミナル | チャトゥチャック区 |
| 1 営業中 | RN01                    | クルンテープ・アピワット中央駅 | Krung Thep Aphiwat Central   | กรุงเทพอภิวัฒน์                | 7.800                                                                             | ■タイ国鉄（北本線・南本線） ■ライトレッドライン(RW01) エアポート・レール・リンク延伸部（計画） ■ブルーライン バーンスー駅(BL11) | チャトゥチャック区 |
| 1 営業中 | 高架橋起工地点          | 高架橋起工地点                 | 高架橋起工地点               | 高架橋起工地点             | 6.000                                                                             | |                    |
| 3 (承認) | RS01                    | パーディパット駅               | Pradiphat                    | ประดิพัทธ์                    |                                                                                   | 地下駅 |                    |
| 3 (承認) | RS02                    | サムセン駅                     | Sam Sen                      | สามเสน                     |                                                                                   | 地下駅 |                    |
| 3 (承認) | RS03                    | ラーチャウィーティー駅         | Ratchawithi                  | ราชวิถี                      |                                                                                   | ■ライトレッドライン(RE02)（計画中）                                                                                             |                    |
| 3 (承認) | RS04                    | ヨムマラート駅                 | Yommarat                     | ยมราช                      |                                                                                   | 地下駅 ■オレンジライン(OR6)（計画中）                                                                                           |                    |
| 3 (承認) | RS05                    | ヨットセー駅                   | Yot Se                       | ยศเส                       |                                                                                   | 地上駅 ■シーロム線(W2)延伸部（計画中）                                                                                          |                    |
| 3 (承認) | RS06                    | フワランポーン駅               | Hua Lamphong                 | หัวลำโพง                    | 0.000                                                                             | 地上駅 ■ブルーライン(BL28) |                    |
| 4 (計画) | RS07                    | クローンサーン駅               | Khlong San                   | คลองสาน                    |                                                                                   | ■MRT・グレーライン（英語版）（計画中）                                                                                          |                    |
| 4 (計画) | RS08                    | ウォンウィアン・ヤイ駅         | Wongwian Yai                 | วงเวียนใหญ่                  | ■タイ国鉄（マハーチャイ線） ■パープルライン(PP25)延伸部（計画中） ■シーロム線(S8) | トンブリー区 |                    |
| 4 (計画) | RS09                    | タラートプルー駅               | Talat Phlu                   | ตลาดพลู                     | ■シーロム線(S10) BRT・ラーチャプルック駅(B12)                                     | トンブリー区 |                    |
| 4 (計画) | RS10                    | タクシン駅                     | Taksin                       | ตากสิน                      | ■シーロム線ウターカート駅(S11)                                                    | |                    |
| 4 (計画) | RS11                    | チョームトーン駅               | Chom Thong                   | จอมทอง                     |                                                                                   | チョームトーン区 |                    |
| 4 (計画) | RS12                    | ワットサイ駅                   | Wat Sai                      | วัดไทร                      |                                                                                   | チョームトーン区 |                    |
| 4 (計画) | RS13                    | ワット・シン駅                 | Wat Sing                     | วัดสิงห์                      |                                                                                   | チョームトーン区 |                    |
| 4 (計画) | RS14                    | バーンボーン駅                 | Bang Bon                     | บางบอน                     |                                                                                   | バーンボーン区 |                    |
| 5 (計画) | RS15                    | ランサケー駅                   | Rang Sakae                   | รางสะแก                    |                                                                                   | バーンボーン区 |                    |
| 5 (計画) | RS16                    | ランポー駅                     | Rang Pho                     | รางโพธิ์                     |                                                                                   | バーンクンティアン区 |                    |
| 5 (計画) | RS17                    | サムイエーク駅                 | Sam Yaek                     | สามแยก                     |                                                                                   | バーンクンティアン区 |                    |
| 5 (計画) | RS18                    | プロムデーン駅                 | Phrom Daen                   | พรมแดน                     |                                                                                   | |                    |
| 5 (計画) | RS19                    | トゥーンシートーン駅           | Thung Si Thong               | ทุ่งสีทอง                     |                                                                                   | サムットサーコーン県 |                    |
| 5 (計画) | RS20                    | バーンナームジュード駅         | Bang Nam Chuet               | บางน้ำจืด                    |                                                                                   | サムットサーコーン県 |                    |
| 5 (計画) | RS21                    | コークワイ駅                   | Khok Khwai                   | คอกควาย                    |                                                                                   | サムットサーコーン県 |                    |
| 5 (計画) | RS22                    |                                | Ekkachai                     | เอกชัย                      |                                                                                   | サムットサーコーン県 |                    |
| 5 (計画) | RS23                    | マハーチャイ駅                 | Maha Chai                    | มหาชัย                      |                                                                                   | サムットサーコーン県 |                    |
|          |                         |                                |                              |                            |                                                                                   | |                    |

## 運賃
経路は国鉄在来線と重なるものの新規路線扱いで、在来線やMRTの水準より高額な運賃が設定されている。
- 開業時の料金体系は最低12バーツ（入場券として)、最大42バーツ[1]の従量制[注釈 14]。
- 身長90cm以下の児童は無料。身長91～120 cm かつ14歳未満であれば小児料金として50%割引。
- 23歳以下かつタイ国内在学の学生は、学生用カード(後述)を購入することで10%割引。
- 60歳以上の高齢者は50%割引。
- 当線およびライトレッドラインは共通の運賃体系となっており、クルンテープ・アピワット中央駅での乗換を含む行程の場合は一枚の切符で乗り継ぐことができる。
- 国鉄在来線を含む他路線間の乗り換えについては、別の切符が必要となる。
  - MRTブルーライン・パープルラインの2路線およびBMTAバス(英語版)との乗継割引制度を導入する予定があると報じられている。
- 現在、3種類のプリペイドカードが発売されている。
  - 価格はいずれも300バーツで、200バーツ分のチャージ済。カード料金50バーツ、デポジット50バーツが含まれる。
  - 大人用、学生用、高齢者用があり、小児用は不明。学生用カードで乗車すると10%割引となるが、カード購入時に在学証明が必要となる。
  - 最大1000バーツまでチャージ可能。
- 最低料金の12バーツは入場券に相当し、駅構内への入場のみ可能だが、滞在制限時間90分を超えた場合は最大料金の42バーツが請求される。
- 回数券や定期券に近い性質をもつマンスリーパスの導入計画が報じられたが、実現に至っていない。

## その他
今後の運営
冒頭で述べた通り開業時点ではSRTETが運営にあたっているが、将来的には民間に運営委託する方針が公表されている。2023年頃より入札による業者選定が行われ、決定すれば2024年頃から運営会社が交代する予定。
アクシデント
本開業に際し沿線視察の結果、複数個所で沿線の柵や金網が破壊されていることが判明した。敷地内への駐車や屋台の設置、勝手踏切が作られている例もあり、当局は対応に追われることとなった。2022年6月には線路への侵入者が死亡する事故が発生した。
同時に、沿線設備のケーブル盗難も相次いでおり、安全確認のため運行を中止した例もある。当局は防犯カメラ映像を公開するなど、対応に努めている。